# 村田千尋
村田 千尋（むらた ちひろ、男性、1955年10月26日 - ）は、音楽学者、東京音楽大学教授。
東京生まれ。東京大学文学部美学科卒、国立音楽大学大学院音楽学専攻修士課程修了。弘前大学教育学部専任講師、助教授、北海道教育大学札幌校助教授、教授、2006年東京音楽大学教授。
フランツ・シューベルト、ヨハン・フリードリヒ・ライヒャルトを中心に、18・19世紀のドイツリートを研究。音楽社会史、環境美学、近代日本音楽教育史などにも関心を持っている。

## 著書
- 『シューベルトのリート 創作と受容の諸相』音楽之友社 1997
- 『音楽の思考術 より深く音楽を知るための実践的技法』音楽之友社 2000
- 『シューベルト』音楽之友社 作曲家・人と作品シリーズ 2004

### 翻訳
- アントン・ノイマイヤー『ベートーヴェン,シューベルト 現代医学のみた大作曲家の生と死』東京書籍 1993
- ヴァルター・デュル『声楽曲の作曲原理 言語と音楽の関係をさぐる マドリガーレからリートまで』音楽之友社 2009

## 論文
- 村田千尋